# Bolbitis rawsonii
Bolbitis rawsonii är en träjonväxtart som först beskrevs av Bak., och fick sitt nu gällande namn av Ren-Chang Ching. Bolbitis rawsonii ingår i släktet Bolbitis och familjen Dryopteridaceae. Inga underarter finns listade.